# Кутова швидкість
Кутова́ шви́дкість — векторна величина {\displaystyle {\vec {\omega }}}, яка характеризує швидкість обертання твердого тіла відносно осі або точки. Чисельно дорівнює границі відношення приросту кута повороту {\displaystyle \Delta \varphi } до проміжку часу {\displaystyle \Delta t}, за який цей приріст відбувається.
{\displaystyle \omega ={\frac {\Delta \varphi }{\Delta t}}}.
Вимірюється в радіанах за секунду. Оскільки зростання кута відраховується проти годинникової стрілки, то кутова швидкість додатна при обертанні проти годинникової стрілки і від'ємна при обертанні за годинниковою стрілкою.
Якщо зміна кута нерівномірна, то вводиться миттєва кутова швидкість
{\displaystyle \omega ={\dot {\varphi }}=\lim _{\Delta t\rightarrow 0}{\frac {\Delta \varphi }{\Delta t}}}

## Обертання матеріальної точки на невагомій мотузці
При обертанні матеріальної точки по колу її лінійна швидкість направлена вздовж дотичної до кола. Її величина визначається за формулою
{\displaystyle v=\omega R}.
При рівномірному обертанні кутова швидкість дорівнює циклічній частоті обертання й зв'язана з періодом обертання T формулою
{\displaystyle \omega ={\frac {2\pi }{T}}}.

## Вектор кутової швидкості
Обертання тривимірного твердого тіла описується вектором кутової швидкості, який визначається через похідні 
від ортів {\displaystyle \mathbf {i} ^{\prime }}, {\displaystyle \mathbf {j} ^{\prime }}, {\displaystyle \mathbf {k} ^{\prime }} жорстко зв'язаної з тілом системи координат: 
{\displaystyle {\vec {\omega }}=\left({\frac {d\mathbf {j} ^{\prime }}{dt}}\cdot \mathbf {k} ^{\prime }\right)\mathbf {i} ^{\prime }+\left({\frac {d\mathbf {k} ^{\prime }}{dt}}\cdot \mathbf {i} ^{\prime }\right)\mathbf {j} ^{\prime }+\left({\frac {d\mathbf {i} ^{\prime }}{dt}}\cdot \mathbf {j} ^{\prime }\right)\mathbf {k} ^{\prime }}
У випадку обертання плоского тіла навколо перпендикулярної до площини тіла осі вектор кутової швидкості направлений вздовж цієї осі.